# Odznaka Strzelecka
Odznaka Strzelecka (OS) – polskie odznaczenie organizacyjne z okresu międzywojennego przyznawane przez władze Związku Strzeleckiego członkom Związku Strzeleckiego, jednostek Przysposobienia Wojskowego, klubów strzeleckich, organizacji kombatanckich oraz żołnierzom służby czynnej za osiągnięcia w strzelectwie sportowym.
Projektantem odznaki był artysta malarz i grafik, por. Zygmunt Gliński. Regulamin odznaki został zatwierdzony w roku 1932 przez dyrektora PUWFiPW, płk. dypl. Władysława Kilińskiego.

## Stopnie odznaki
Odznaka Strzelecka miała cztery klasy:
- Odznaka Strzelca Wyborowego (złota z wieńcem)
- Odznaka Strzelecka I klasy (złota)
- Odznaka Strzelecka II klasy (srebrna)
- Odznaka Strzelecka III klasy (brązowa).

Wymogi otrzymania odznaki dokładnie określono. Po zdobyciu na zawodach określonej liczby punktów otrzymywano odznakę, na okres roczny. Dopiero po trzykrotnym osiągnięciu wyniku wymaganego przez limit przewidziany dla danego stopnia odznaki przyznawano ją dożywotnio. Aby zdobyć odznakę wyższej klasy należało wcześniej zdobyć odznakę niższej klasy.
Najbardziej rozpowszechnionymi zawodami strzeleckim, podczas których można było zdobyć Odznakę Strzelecką były zawody „10 strzałów ku chwale Ojczyzny”, odbywające się od 1932 roku.
Bez posiadania Odznaki Strzeleckiej niemożliwe było startowanie w Narodowych Zawodach Strzeleckich.
Współcześnie do Odznaki Strzeleckiej z okresu międzywojennego nawiązuje Odznaka Strzelecka Polskiego Związku Strzelectwa Sportowego.